# (13849) Dunn
(13849) Dunn (1999 XN86) – planetoida z grupy pasa głównego asteroid okrążająca Słońce w ciągu 3,27 lat w średniej odległości 2,2 j.a. Odkryta 7 grudnia 1999 roku.